# Roger Monclin
Roger Monclin, né le 31 mars 1903 à Reims et mort le 26 juillet 1985 à Saint-Laurent-du-Var, est un écrivain libertaire et militant pacifiste français. Il dirigea la revue La Patrie humaine.

## Biographie
Monclin fait de brèves études puis il est représentant en parfumerie. Il rencontre Victor Méric et adhère à sa Ligue internationale des combattants de la paix  en 1929. Il prend part, en 1931 à la création de la revue pacifiste La Patrie Humaine. Il en devient administrateur puis la dirige aux côtés de Robert Tourly de 1933 à 1939, où il travaille notamment avec Robert Jospin.
Il stigmatise dans ses conférences et ses articles, le militarisme, les marchands de canons, ainsi que les crimes de la justice militaire. Dans son ouvrage de 1934, Les damnés de la guerre dont le sous-titre est : Les crimes de la justice militaire (1914-1918), il relate le mépris des généraux, comme Réveilhac, pour leurs hommes et cette justice d'exception que furent les tribunaux militaires notamment pour les Soldats fusillés pour l'exemple. Peu avant la déclaration de guerre, en août 1939, il déserte et part avec Alexandre Breffort en Suède où ils sont aidés par des militants pacifistes. Il est arrêté en mai 1940 et est interné en Suède jusqu'en octobre 1942. De retour à Paris, il est emprisonné de septembre 1943 à février 1944. 
Après guerre, il collabore à la revue Défense de L'Homme et milite à l'Union pacifiste de France. Il meurt le 26 juillet 1985 à Saint-Laurent-du-Var.

## Œuvres
- Les damnés de la guerre. Les crimes de la justice militaire (1914-1918), Paris, Mignolet & Storz, 1934
- Gaston Couté poète maudit (1880-1911), Paris-Bruxelles, Pensée et Action, 1962. Avec une préface de Pierre Mac Orlan (1882-1970).
- Quelque part… ailleurs, Boulogne-Billancourt,  éd. Union pacifiste, 2 vol., 303 p.

## Citations
- « On va décréter la guerre pour la Liberté alors, n'est-ce pas, le plus urgent est d'étouffer la liberté de penser et d'enfermer les hommes libres. Quand on veut abattre le fascisme chez le voisin, le plus urgent c'est de l'installer chez soi... », Quelque part... ailleurs.

### Sources
- Dictionnaire biographique du mouvement ouvrier français, « Le Maitron » : notice biographique.
- L'Éphéméride anarchiste : notice biographique.
- David Berry, French Volunteers in Spain 1936 - 1939 : Contribution to a Collective Biography of the French Anarchist Movement, cité dans la notice.
- Catalogue général des éditions et collections anarchistes francophones : notice bibliographique.